# Ернст-Йоганн Теч
Ернст-Йоганн Теч (нім. Ernst-Johann Tetsch; 28 жовтня 1916, Карлсруе — 11 листопада 1993, Штутгарт) — офіцер танкових частин військ СС, штурмбанфюрер СС. Кавалер Лицарського хреста Залізного хреста.
Член СС (з 1 липня 1933) і НСДАП (з 1 травня 1937).

## Звання
- Унтерштурмфюрер СС (20 квітня 1936)
- Лейтенант шуцполіції (1 травня 1937)
- Оберштурмфюрер СС і обер-лейтенант шуцполіції (9 листопада 1938)
- Гауптштурмфюрер СС і гауптман шуцполіції (1 вересня 1942)
- Штурмбаннфюрер СС і майор шуцполіції (20 квітня 1944)

## Нагороди
- Нагрудний знак Німецької асоціації порятунку життя в бронзі
- Почесна шпага рейхсфюрера СС
- Кільце «Мертва голова»
- Спортивний знак СА в бронзі (1937)
- Німецька імперська відзнака за фізичну підготовку в бронзі (1937)
- Медаль «У пам'ять 13 березня 1938 року»

### Друга світова війна
- Медаль «За будівництво оборонних укріплень» (1 квітня 1940)
- Хрест Воєнних заслуг 2-го класу з мечами (1 вересня 1941)
- Залізний хрест
  - 2-го класу (22 лютого 1943)
  - 1-го класу (31 грудня 1943)
- Нагрудний знак «За танкову атаку»
  - в сріблі (28 лютого 1943)
  - 2-го ступеня «25» (31 грудня 1943)
- Нагрудний знак «За поранення»
  - в чорному (вересень 1943)
  - в сріблі (21 грудня 1943)
- Лицарський хрест Залізного хреста (28 березня 1945) — як штурмбаннфюрер СС і командир 1-го дивізіону 10-го танкового полку СС 10-ї танкової дивізії СС «Фрундсберг».